# История Сеуты
История Сеуты охватывает несколько тысячелетий и заканчивается переходом под управление испанской короны в 1640 году.

## Этимология
Происхождение названия Сеуты может восходить к наименованию данному римлянами семи горам региона (Septem Fratres — «Семь Братьев»). Septem — Septa — Ceita — Ceuta. На протяжении истории Сеута последовательно захватывалась — финикийцами, греками, карфагенянами, римлянами, вандалами, визиготами, византийцами и мусульманами, находясь, по крайней мере, с XIII века, в сфере экспансионистских планов Кастилии, чьи первые шаги относятся ко времени правления Фернандо III Святого.

## Хронология
250 000 до н. э. — первые следы пребывания человека в Сеуте.

### Античность
VII век до н. э. — Город основан финикийскими колонистами и захвачен греками-фокейцами, которые назвали его «Hepta Adelphoi». В 319 году до н. э. Карфаген отвоёвывает город.
В 201 году до н. э. Карфаген терпит поражение в войне и признаёт Нумидийское царство хозяином города. В 47 году до н. э. город переходит во владение Мавретании.
В 40 году н. э. Калигула присоединяет царство, которое становится римской территорией и частью провинции Мавретании Тингитаны. Северная Африка и город Сеута в 429 году оказывается во власти вандалов.
В 534 году византийский полководец Велизарий отвоёвывает город, который оставался в составе Византийской империи до 709 года.

### Средние века
В 709 году город попадает в руки мусульман (Юлиан)
В 788 году захвачен эмиратом Идрисидов.
В 931 году Сеута под властью Кордовского Халифата.
В 1026—1061 годах Малага (тайфа)
В 1061—1084 Тайфа
В 1084 году Юсуф ибн Ташуфин устанавливает династию альморавидов (1084—1147)
B 1147—1232 годах под властью Альмохады
В 1232—1233 годах Мурсия (тайфа)
В 1233—1236 годах Тайфа
B 1236—1242 годах Мариниды
B 1242—1249 годах Хафсиды
В 1249—1305 Тайфа
B 1305—1309 годах Гранадский эмират
- В 1309 году город захвачен Фесским царством при поддержке Арагона.

В 1309—1310 годах Мариниды
B 1310—1314 годах Тайфа
B 1314—1315 годах Мариниды
B 1315—1327 годах Тайфа
B 1327—1384 годах Мариниды
B 1384—1386 годах Гранадский эмират
B 1386—1415 годах Мариниды

### Новое время

Португальские владения в северной Африке к началу XVI века.

21 августа 1415 года португальский король Жуан I со своими сыновьями Доном Дуарти, Доном Педру и Доном Энрики высадился на побережье Сан-Амаро и захватил город. Педру ди Менезиш стал первым губернатором и Капитан-генералом города. Алькасовашский (1479 год) и Тордесильясский договоры (1494 год) признали власть Португалии над Сеутой.
- После смерти короля Себастьяна в 1580 году Португальское королевство стало частью испанской монархии на период Иберийской унии.
- 1640 году Сеута не последовала Португалии в её сецессии, предпочитая оставаться под властью Филиппа IV.

В 1668 году Португалия признала власть Испании над городом.
В 1694—1727 годах испанская Сеута успешно, но не без трудностей переживает тридцатитрёхлетнюю марроканскую осаду, ставшую рекордной по достоверно подтверждённой продолжительности в официальной историографии человечества.

### Современность
- 1956 год — независимость Марокко, которому были переданы сектор Тарфая и Испанское Марокко, однако Сеута и Мелилья, не считавшиеся колониями, а также территория Ифни, остались за Испанией. Проводимая в дальнейшем деколонизация привела к передаче Марокко в 1969 города Ифни.
- 1986 год — Испания входит в ЕЭС.
- 1995 год — промульгация Статута об автономии.